# Ивацевичи
Ивацевичи (на беларуски: Івацэвічы; на руски: Ивацевичи) е град в Беларус, административен център на Ивацевички район, Брестка област. Населението на града е 23 458 души (по приблизителна оценка от 1 януари 2018 г.).

## История
За пръв път селището е упоменато през 1419 година, през 1966 година получава статут на град.